# Globaler Frauenstreik
Der Global Women’s Strike (dt. Globaler Frauenstreik) ist eine Bewegung, die die Arbeit und das Leben aller Frauen auf der ganzen Welt würdigen will. Viele Länder (darunter Guyana, Haiti, die Vereinigten Staaten, das Vereinigte Königreich, Indien, Italien, Peru, Luxemburg und Irland) beteiligen sich aktiv an dieser Kampagne, um den Frauen Gerechtigkeit für ihren nicht anerkannten Beitrag zur Arbeitswelt zu verschaffen.

## Hintergrund
In den meisten Haushalten verrichten Frauen und Mädchen fast zwei Drittel der Arbeit. Diese Arbeit umfasst körperliche Arbeit wie Geschirrspülen, Wäsche waschen, Staubsaugen usw., aber auch emotionale Arbeit wie das Verschicken von Geburtstagskarten, die Organisation von Familienurlauben, die Vorbereitung von Feiertagen usw. Ein Großteil dieser Arbeit im Haushalt, die manchmal als „zweite Schicht“ bezeichnet wird, bleibt unbezahlt. Sie wird auch nicht in das Bruttosozialprodukt oder das Bruttoinlandsprodukt eines Landes einbezogen, obwohl die unbezahlte Arbeit von Frauen auf fast 11 Billionen Dollar geschätzt wird. Viele der Frauen, die sich an dieser Kampagne beteiligen, sind der Meinung, dass ein großer Teil dieses Problems auf den militärisch-industriellen Komplex zurückzuführen ist. Jährlich werden weltweit über 1 Billion Dollar für das Militär ausgegeben, wobei ein großer Teil dieser Ausgaben auf die Vereinigten Staaten entfällt. Würden 10 % dieses Geldes in die Gemeinschaft zurückfließen, könnte es für die Bereitstellung lebensnotwendiger Güter verwendet werden: Wasser, medizinische Grundversorgung, sanitäre Einrichtungen, Ernährungsprogramme, Alphabetisierungsprogramme, Mindestlohn. Der Globale Frauenstreik, der auf die 1972 von Selma James ins Leben gerufene Internationale Kampagne „Lohn für Hausarbeit“ zurückgeht, fordert die Anerkennung und Bezahlung aller Pflegearbeiten und die Rückführung der Militärausgaben in die Gemeinschaft durch eine Politik der „Investition in Pflege, nicht in Tötung“.

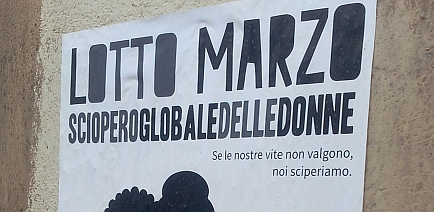
Plakat für eine Demonstration im Zusammenhang mit dem Streik vom 8. März 2017 in Turin (Italien).

## Ziele
Die Ziele der globalen Kampagne sind:
- die Bezahlung jeglicher Art von Fürsorgearbeit, in Geld oder in Form anderer Ressourcen;
- mehr Investitionen in die Sozialfürsorge, möglicherweise durch Kürzung der Militärausgaben;
- Lohngleichheit für Frauen und Männer auf dem gesamten Weltmarkt;
- Geld, Leistungen und Pausen für Mutterschaft und Stillen;
- Abschaffung der Schulden der Dritten Welt;
- besserer Zugang zu sauberem Wasser, angemessenem Wohnraum, Gesundheitsversorgung, öffentlichen Verkehrsmitteln und Alphabetisierung.
- kürzere Arbeitszeiten dank des Einsatzes von Technologie;
- Schutz vor Gewalt und Verfolgung jeglicher Art und, falls erforderlich, Asyl;
- Bewegungsfreiheit und Reisefreiheit.[3]

## Beispiele aus einzelnen Ländern
- Frauenstreik in Luxemburg Fraestreik